# Hutschachtel

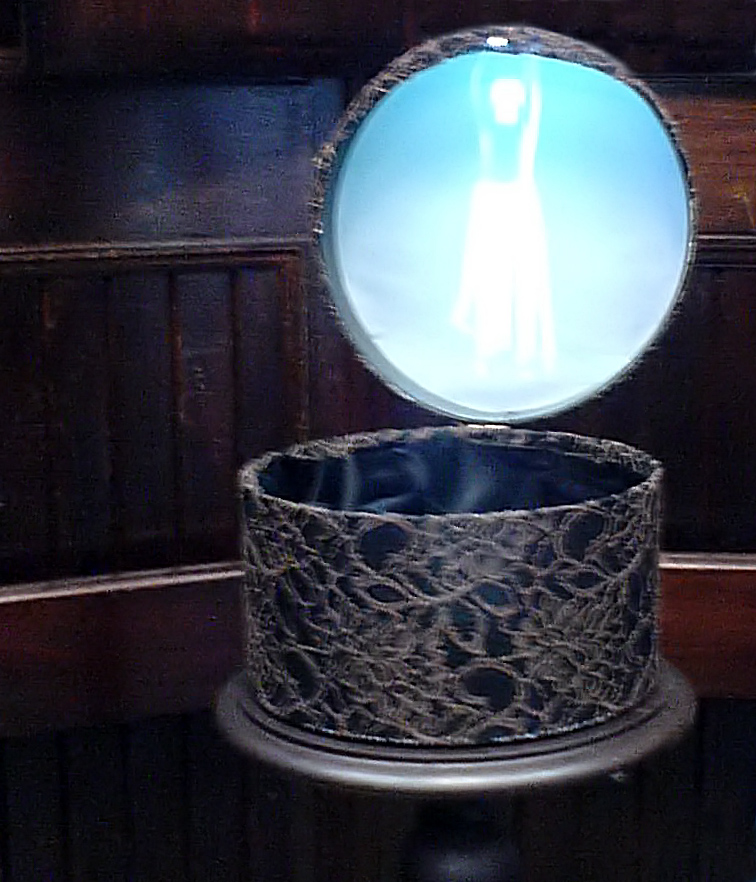
Hutschachtel mit innen als Spiegel gefertigtem Deckel

Eine Hutschachtel, auch Hutkarton oder Hutbox, ist ein Aufbewahrungsbehälter für Hüte und ein heutzutage eher weniger gebräuchliches Modeaccessoire.

## Geschichte

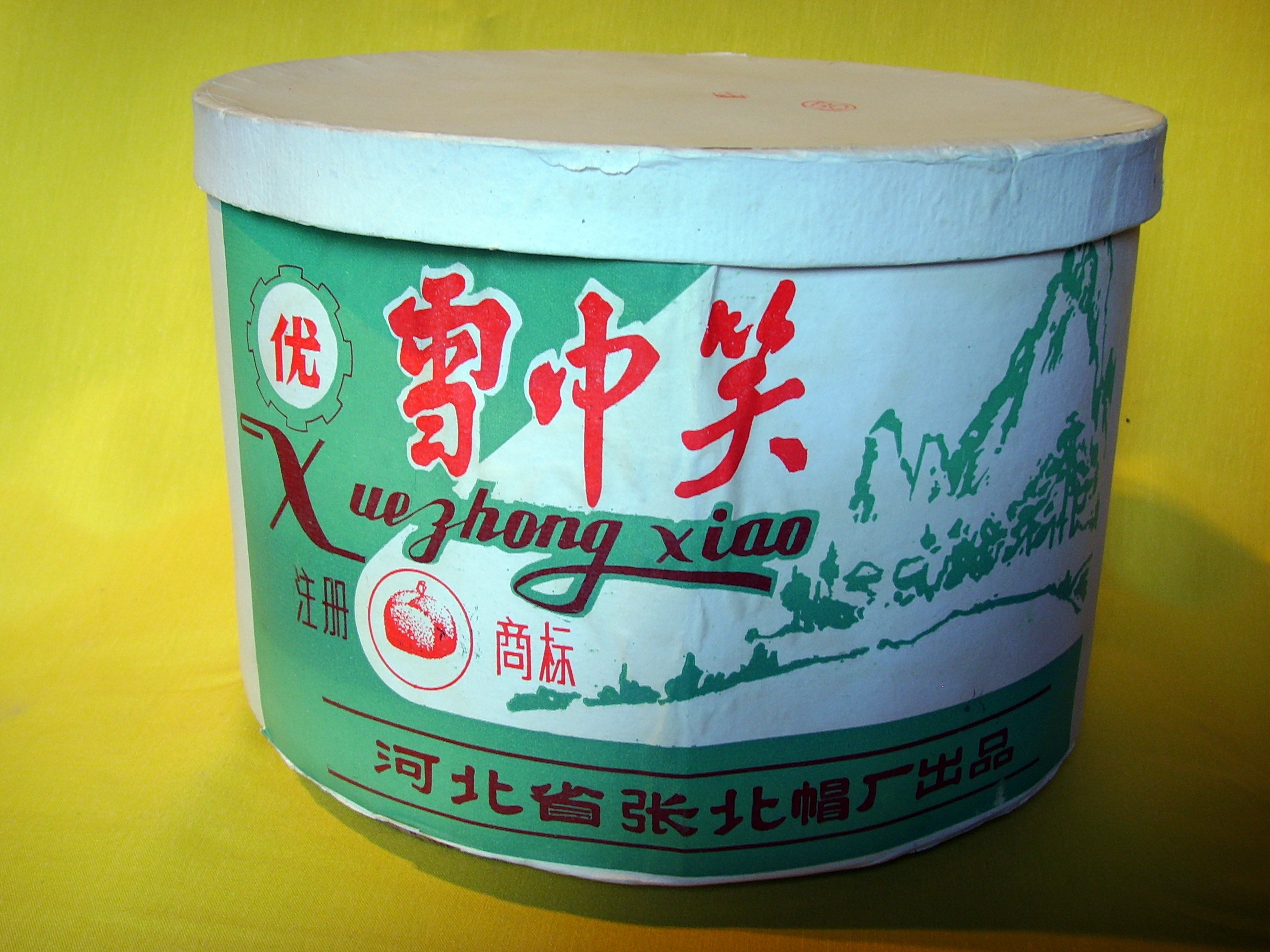
„Im Schnee lächeln“: Hutschachtel aus der Zhangbei-Mützenfabrik, 1985

Entsprechend der meist runden Hutkrempe ist die herkömmliche Form der Schachtel ebenfalls rund, seltener auch oval oder vieleckig. Hutschachteln werden traditionell aus kaschierter Pappe, Spanholz (Spanschachtel) oder Kofferleder gefertigt; eine weitere frühere Herstellungsart, analog zu Koffern, aus Vulkanfiber ist heutzutage weniger verbreitet. Moderne Versionen werden auch aus Kunststoff oder dünnem Metallblech hergestellt. Die Kanten werden teils in Form von Kedern mit Leder oder Kunstleder verstärkt, insbesondere bei Hutschachteln aus kaschierter Pappe.
Es werden auch Modelle mit Handgriff (meist aus Metall und/oder Leder) und mit verschließbarem (Koffer-)Schloss angeboten, die sich für die Mitnahme auf Reisen eignen. Beim Zylinderhut, der in der Regel mit relativ empfindlicher Seide bezogen ist, gehört eine passende Hutschachtel obligatorisch dazu und wird meistens komplett angeboten.
Nachdem seit den 1950er Jahren Hüte weitgehend die Verwendung als allgemeine Kopfbedeckung einbüßten, ging mit der Verringerung der Menge der Hüte auch die Bedeutung einiger damit verbundener Gegenstände wie Hutschachtel und Hutständer stark zurück. Als Modeaccessoire haben Hutschachteln heutzutage nur noch wenig Bedeutung, wobei ältere Exemplare gleichzeitig zum nostalgischen Sammelobjekt wurden und zum Beispiel auf Flohmärkten und von Internetauktionshäusern angeboten werden.

## Hutschachtel in der Alltags- und Gegenwartskultur

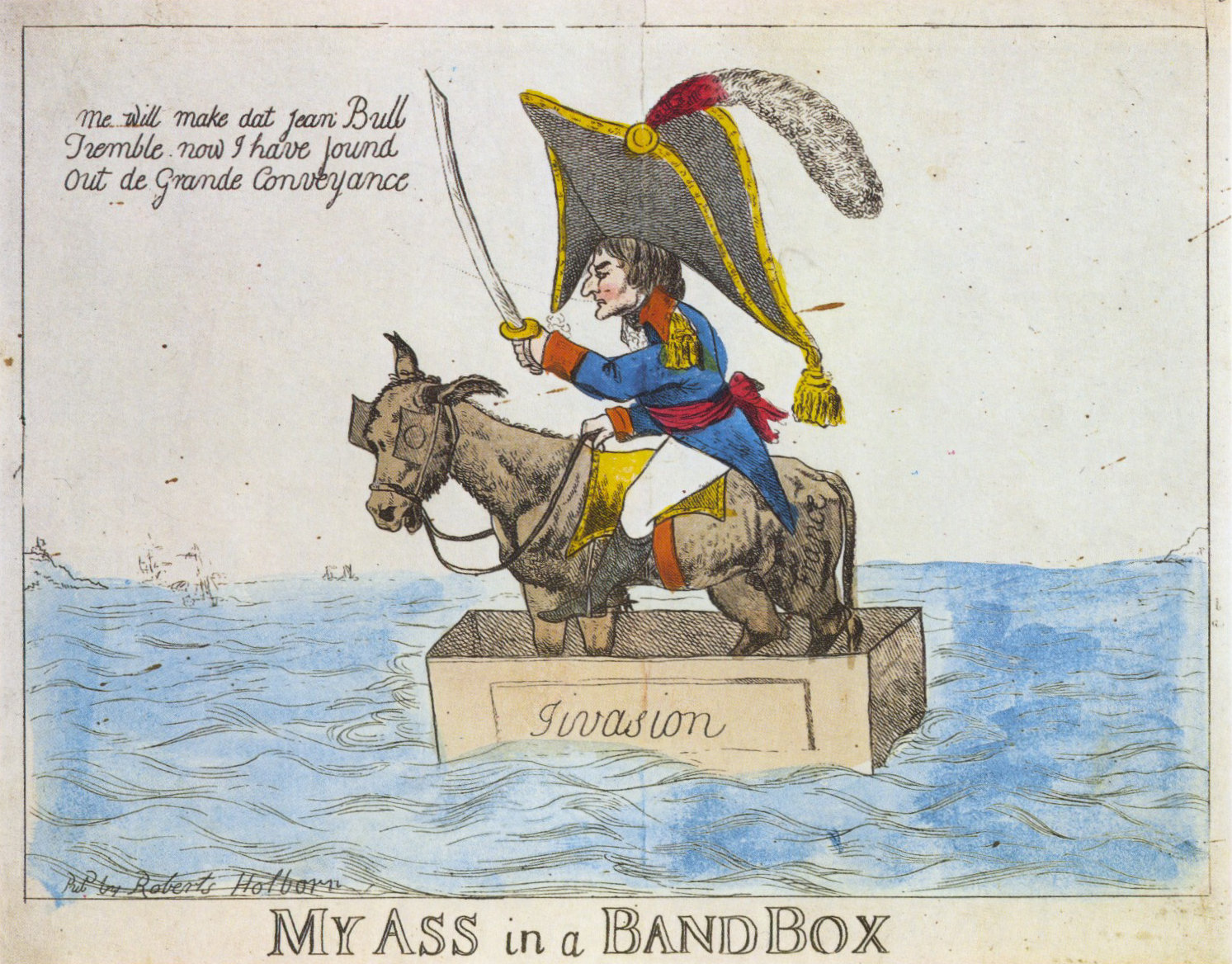
Karikatur von Robert Holborn zu den Invasionsplänen von Napoléon: „My ass in a bandbox“ (englisch); deutsch: „Mein Esel – vulgär: Arsch – in einer Hutschachtel“.

Der Begriff „Hutschachtel“ findet, insbesondere umgangssprachlich, oft Verwendung, um Behältnisse ganz unterschiedlicher Größenordnung mit meist beengten Innenverhältnissen und/oder ungewöhnlichen Inhalten zu bezeichnen oder zu konterkarieren. Auch in der, überwiegend älteren Literatur wurde der Begriff entsprechend verwendet, so thematisiert zum Beispiel der Schriftsteller Erich Köhler in seiner 1969 erschienenen Erzählung mit dem Titel Bericht aus einer Hutschachtel (Neun Abschnitte über Lübbenau) die beengten Wohnverhältnisse in einem Wohnlager der Nachkriegszeit. Umgangssprachlich wird „Hutschachtel“ bzw. „alte Hutschachtel“ oft als pejoratives Schimpfwort eingesetzt, überwiegend bezogen auf Frauen.
Ausgediente Hutschachteln wurden wegen ihrer Robustheit und Größe sowie ihrer Verfügbarkeit als früher häufiges Modeaccessoire oft als Behältnis zum Sammeln von „kleinen Erinnerungsobjekten“ oder „geheimen Schätzen“ benutzt, wie etwa Liebesbriefe, Theaterbillets und Fotos; so dass der Begriff „Hutschachtel“ teils zum Synonym für die „Aufbewahrung von liebenswerten Erinnerungen“ wurde.
In der Architektur erhielt das frühere Amtsgefängnis in Saalfeld/Saale, das Mitte des 19. Jahrhunderts als Anbau an das Rathaus in Form eines eigenwilligen, turmartigen Rundbaues geschaffen wurde, vom Volksmund die Bezeichnung „Hutschachtel“; und das Guggenheim-Museum in New York (USA) wird wegen seines auffällig geformten Rundbaues ebenfalls als „Hutschachtel“ (englisch: „bandbox“, „hatbox“) bezeichnet.
Der Legende nach soll der Erfinder des populären Brettspiels „Mensch ärgere Dich nicht“, Josef Friedrich Schmidt, das Konzept des heutigen Spieleklassikers 1905 auf eine alte Hutschachtel gekritzelt haben, um seine drei kleinen, sich langweilenden Söhne zu beschäftigen. Ein 2005 erschienenes „Rundbuch auf Metallständer“, die 1970er-Jahre-Collage des Autors Anselm Umwohl mit dem Titel Acapulco-Gold: Collage, wurde jeweils mit einem sogenannten „Rundcover“, bestehend aus einer „Hutschachtel“, ausgestattet.